# Глуск
Глуск (рус; блр. Глуск) је насељено место са административним статусом варошице (городской посёлок) у централном делу Републике Белорусије. Административно припада Глуском рејону Могиљовске области.

## Географски положај
Глуск лежи на обалама реке Птич (притоке Припјата) на око 165 км југоисточно од главног града земље Минска, те на 168 км југозападно од административног центра рејона Могиљова и око 205 км северозападно од Гомеља.

## Историја
Као година оснивања Глуска узима се 1360. Први владар био је кнез Иван Гољшански. Од 1565/66 био је део Новгородског повјата. Према неким подацима из 1571. насеље Глуск је имало 124 куће и 12 занатских радњи. 
У периоду од XVI до XVIII века на узвишењу дуж десне обале реке налазило се утврђење.
Монаси бернардинци су 1667. у насељу подигли самостан и жупни двор. Обе грађевине су уништене у великом пожару који је захватио насеље 1775. године. 
У састав Руске Империје Глуска грофовија улази 1793. након распада Пољске државе. 
Године 1924. постаје центар Глуског рејона, а статус варошице има од 1938. године. 

## Демографија
Према подацима пописа становништва из 2009. у вароши је живело 7.480 становника.